# UTF1
UTF1 (англ. Undifferentiated embryonic cell transcription factor 1) – білок, який кодується однойменним геном, розташованим у людей на короткому плечі 10-ї хромосоми. Довжина поліпептидного ланцюга білка становить 341 амінокислот, а молекулярна маса — 36 439.
| 10         |  | 20         |  | 30         |  | 40         |  | 50         |
| ---------- |  | ---------- |  | ---------- |  | ---------- |  | ---------- |
| MLLRPRRPPP |  | LAPPAPPSPA |  | SPDPEPRTPG |  | DAPGTPPRRP |  | ASPSALGELG |
| LPVSPGSAQR |  | TPWSARETEL |  | LLGTLLQPAV |  | WRALLLDRRQ |  | ALPTYRRVSA |
| ALAQQQVRRT |  | PAQCRRRYKF |  | LKDKFREAHG |  | QPPGPFDEQI |  | RKLMGLLGDN |
| GRKRPRRRSP |  | GSGRPQRARR |  | PVPNAHAPAP |  | SEPDATPLPT |  | ARDRDADPTW |
| TLRFSPSPPK |  | SADASPAPGS |  | PPAPAPTALA |  | TCIPEDRAPV |  | RGPGSPPPPP |
| AREDPDSPPG |  | RPEDCAPPPA |  | APPSLNTALL |  | QTLGHLGDIA |  | NILGPLRDQL |
| LTLNQHVEQL |  | RGAFDQTVSL |  | AVGFILGSAA |  | AERGVLRDPC |  | Q          |

A: Аланін

C: Цистеїн

D: Аспарагінова кислота

E: Глутамінова кислота

F: Фенілаланін

G: Гліцин

H: Гістидин

I: Ізолейцин

K: Лізин

L: Лейцин

M: Метіонін

N: Аспарагін

P: Пролін

Q: Глутамін

R: Аргінін

S: Серин

T: Треонін

V: Валін

W: Триптофан

Кодований геном білок за функціями належить до активаторів, фосфопротеїнів. 
Задіяний у таких біологічних процесах, як транскрипція, регуляція транскрипції. 
Локалізований у ядрі.